# دیو لومباردو
دِیو لومباردو (به انگلیسی: Dave Lombardo) (زادهٔ ۱۶ فوریه ۱۹۶۵) هنرمند موسیقی هوی متال کوبایی آمریکایی است که بیشتر به‌عنوان درامر گروه ترش متال اسلیر شناخته شده‌است.
لومباردو در ۱۶ فوریه ۱۹۶۵ در شهر هاوانا، پایتخت کوبا به دنیا آمد، جایی که پدرش صاحب سه مغازه قصابی بود. او از طرف پدربزرگ پدری اش که در قرن نوزدهم به کوبا نقل مکان کرد، تبار ایتالیایی دارد. لومباردو زمانی که دو ساله بود با خانواده اش به ساوت گیت کالیفرنیا نقل مکان کرد و هنوز هم اسپانیایی صحبت می کند. او دو برادر بزرگتر و یک خواهر بزرگتر دارد. برادران او قبلاً از طریق عملیات پیتر پن به ایالات متحده مهاجرت کرده بودند.
علایق موسیقایی او با اولین اجرای موسیقی او در هشت سالگی تقویت شد. او برای آهنگ «همه چیزِ هرکس» ریتم سانتانا را با ساز بانگو (نوعی ساز کوبه ای کوبایی-آفریقایی) نواخت. لومباردو به گروه موسیقی مدرسه خود پیوست و طبل مارش را نواخت. پدر لومباردو پس از توجه به علاقه همیشگی پسرش به موسیقی، هنگامی که لومباردو ده ساله بود، یک درام پنج تکه Pearl Maxwin را به قیمت ۳۵۰ دلار برای او خرید. او کم کم از طریق گوش دادن به ریتم ها، مهارت خود را بالا بُرد تا اینکه توانست تکنوازی درام را به طور کامل انجام دهد.
لومباردو از پدر و مادرش خواست تا او را در کلاس های تدریس درامز ثبت نام کنند. اگرچه آنها موافقت کردند، اما درس ها کوتاه مدت بود. لومباردو خسته شد زیرا درس ها تکراری بود و او را به چالش نمی کشید. دوستان لومباردو او را با دیسکو آشنا کردند که به علاقه او به سبک فانک، لاتین و سول ختم شد. والدین لومباردو که از بازگشت پسرشان به خانه در ساعت 4:00 صبح تحت تأثیر قرار نگرفتند، او را تحت فشار قرار دادند تا کنسرت دی جی را رها کند، وگرنه باید به مدرسه نظامی برود.
لومباردو در سال ۱۹۷۸ به نواختن موسیقی راک بازگشت و با چندین نوازنده همفکر در اطراف شهر ساوت گِیت دوست شد. لومباردو پس از کلاس هشتم نقل مکان کرد. او قطعه «جانی بی گود» چاک بری را با گیتاریستی به نام پیتر فاشینگ در جریان نمایش استعدادهای مدرسه اجرا کرد. لومباردو که روز بعد به نام "دیوید درامِر" معروف شد، گفت: "هیچ‌وقت غرش جمعیت در حین تکنوازی درام را فراموش نمی‌کنم. ما منزل را شُخم زدیم." لومباردو مدت کوتاهی بعد، گروهی به نام Escape را با دو گیتاریست تشکیل داد. لومباردو پس از انتقال به دبیرستان ساوت گیت در سال ۱۹۷۹، خواننده ای برای پیوستن به گروه پیدا کرد. گروه در چندین اجرا تحت نام Sabotage هنرنمایی کرد، اما عمر گروه کوتاه بود.
والدین لومباردو او را متقاعد کردند که گروه را ترک کند زیرا او از همه چیز به جز موسیقی کناره گیری می کرد. مادر لومباردو که می‌دانست پسرش به دنبال زندگی روی صحنه است، از او خواست حداقل از دبیرستان فارغ‌التحصیل شود. لومباردو به آرزوی مادرش احترام گذاشت و در ژوئن ۱۹۸۳ از دبیرستان ساوت گیت فارغ التحصیل شد. بلافاصله پس از آن، لومباردو توسط معلم پیش نویس فنی خود به شرکت سیستم های انرژی دیزل معرفی شد. مهارت لومباردو که آنها را تحت تأثیر قرار داده بود، باعث شد که در همانجا استخدام شود. تقریباً در این زمان، حرفه موسیقی لومباردو آماده برای شروع به کار بود.
هنگامی که او ۱۶ ساله بود، دوستان لومباردو در مورد یک نوازنده گیتار به نام کری کینگ، که چند بلوک آنطرفتر زندگی می کرد، برایش تعریف کرده بودند. لومباردو برای ملاقات با کینگ به منزلش آمد. لومباردو خود را معرفی کرد، اشاره کرد که درام می نوازد و به وی گفت که می خواهد یک گروه راه اندازی کند. کینگ با لومباردو موافقت کرد و بعداً مجموعه گیتار خود را به لومباردو نشان داد. آن دو به سرعت متوجه شدند که در برخی از علایق موسیقی، مشترک هستند. پس از چندین بار تمرین در گاراژ لومباردو، کینگ او را به گیتاریست دیگری به نام جف هانمن معرفی کرد. این سه نفر قبل از اینکه تصمیم به تشکیل یک گروه بگیرند به یک خواننده و نوازنده باس نیاز داشتند. کینگ قبلا با " تام آرایا " در گروهی به نام Quits همنوازی کرده بود و تصمیم گرفت آرایا را به لومباردو و هانمن معرفی کند.
با تکمیل اعضای این تیم، گروه Slayer، شکل گرفت و گروه شروع به توسعه صدای پیشگامانه خود کرد. Slayer اولین آلبوم خود را به نام Show No Mercy به سرعت ضبط کرد. لومباردو تهیه کننده ای به نام ریک روبین را برای آلبوم سوم خود Reign in Blood (1986) استخدام کرد. لومباردو در حین برگزاری تور سوم آنها، گروه را ترک کرد تا Reign in Blood را تبلیغ کند و اظهار داشت: "من هیچ درآمدی نداشتم. فکر می کردم اگر قرار بود این کار را به صورت حرفه ای انجام دهیم، اجاره خانه و آب و برق من پرداخت شود." تونی اسکالیونه از گروه ویپلش به جای لومباردو جایگزین شد. ریک روبین که از این تغییر ناراضی بود، بارها و بارها با لومباردو تماس گرفت و خواستار بازگشت او شد. لومباردو ابتدا نپذیرفت و سرانجام در سال ۱۹۸۷ به گروه بازگشت.
لومباردو در آلبوم‌های Slayer South of Heaven (1988) و Seasons in the Abyss (1990) نوازندگی درامز را انجام داد. او دوباره گروه را در سال ۱۹۹۲ ترک کرد. لومباردو Slayer را ترک کرد زیرا می خواست برای تولد اولین فرزندش حضور داشته باشد. لومباردو در ابتدای بارداری همسرش به هم گروه خود گفت که نمی تواند در دو هفته آخر سپتامبر تور برگزار کند. او یک تماس تلفنی از مدیر Slayer، ریک سیلز دریافت کرد و گفت که آنها در حال رزرو جشنواره در ماه سپتامبر هستند. با این حال، لومباردو در تصمیم خود ثابت قدم بود و اصرار داشت که تولد فرزندش را از دست نخواهد داد.
ده سال پس از ترک Slayer، لومباردو در سال ۲۰۰۱ یک تماس تلفنی از گروه دریافت کرد و از او پرسید که آیا می‌خواهد چند برنامه اجرا کند. هانمن مشتاق بازگشت دیو بود، اما کینگ کمتر مشتاق بود. کینگ فکر می‌کرد که لومباردو صلاحیت لازم را ندارد، اما با اجرای لومباردو در تمرین‌ها، نظرش کاملاً عوض شد. کینگ بعداً گفت: «پاها را دارد و دست‌هایش را دارد، حتی یک گام هم از دست نمی‌دهد».
لومباردو تصمیم گرفت تا وظایف نوازندگی را از سر بگیرد. اولین نمایش او در ۲۴ ژانویه ۲۰۰۲ در Toad's Place در نیوهیون، کانکتیکات بود. در آغاز نمایش گروه در مرکز رویداد The 7 Flags در نزدیکی Des Moines، آیووا در ۲ فوریه ۲۰۰۲، آرایا از بازگشت لومباردو استقبال کرد و نمایش را به پاول بالف، خواننده Exodus، که اوایل همان روز درگذشت، تقدیم کرد. لومباردو با Slayer به عنوان بخشی از Ozzfest، H82k2، Summer Tour و جشنواره سال ۲۰۰۴ تور برگزار کرد. در حالی که برای اجرا در جشنواره در انگلستان آماده می شد، لارس اولریش درامر متالیکا به دلیل یک بیماری مرموز در بیمارستان بستری شد. جیمز هتفیلد، خواننده متالیکا، به دنبال داوطلبانی برای جایگزینی اولریش بود. جوی جردیسون درامر Slipknot، فلمینگ لارسن (تکنسین درام اولریش) و لومباردو داوطلب شدند. لومباردو آهنگ‌های «باتری» و «چهار سوارکار» را اجرا کرد، در حالی که جوردیسون و لارسن بقیه آهنگ‌ها را اجرا کردند.
لومباردو در سال ۲۰۰۶ در آلبوم Christ Illusion توسط Slayer نوازندگی درام را انجام داد و آلبوم را در تور The Unholy Alliance تبلیغ کرد. کینگ گفت لومباردو یکی از جذابیت های اصلی برای طرفداران و یکی از دلایل افزایش محبوبیت آنها بود. کینگ و سایر اعضای گروه، لومباردو را برای نوازندگی درام ترجیح می‌دادند. آرایا گفت: "این دقیقاً همان جایی است که ما شروع کردیم. او یک نوازنده شگفت‌انگیز است. ما از همان جایی که او گروه را ترک کرد متوقف شدیم، می‌دونی چیه؟ مثل این میمونه که او هرگز نرفته است. او با کری روی آهنگ‌هایش کار می‌کند. او کمک زیادی کرده است! "
آلبوم " توهم مسیح "  نقدهای مطلوب با منتقدانی که بازگشت لومباردو را ستایش کردند، دریافت کرد. کریس استفن از رولینگ استون نوشت: " توهم مسیح این است که خدا از همه ما متنفر است بدون ریف‌های به یاد ماندنی، حداقل درامر فوق‌العاده آن‌ها، دیو لومباردو، برخی از آهنگ‌ها را به نمایش می‌گذارد، با برتری قاطعانه ". Kaye نوشت: "یک چیز مسلم است: تاثیر لومباردو بر این گروه کاملا غیرقابل انکار است. وجود او برای صدای Slayer ضروری است. او یکی از بهترین درامرهای متال است، شاید بهترین در زمینه thrash/speed metal باشد. و قدرت، سبک، و ریزه کاری های او - صرف نظر از پرواز  پاهای شگفت انگیز وی - عملکرد کلی، شدت و موسیقی Slayer را به سطح بالاتری می رساند. "
لومباردو طی بیش از ۲۵ سال فعالیت‌اش در زمینهٔ موسیقی در ضبط ۲۹ اثر از ژانرهای مختلف مشارکت داشته و با گروه‌هایی هم‌چون گریپ اینک.، فانتوماس و تستمنت همکاری کرده‌است. او به‌عنوان یک درامر هوی متال پرتکاپو شهرت دارد و از شیوهٔ اجرای‌اش با عنوان «به‌طرز حیرت‌انگیزی نوآورانه» یاد شده‌است. وب‌گاه دامروُرلد از لومباردو با عنوان «پدرخواندهٔ دابل باس درامینگ» یاد کرده‌است. او طی سال‌های فعالیت موسیقی‌اش تاثیر قابل توجهی بر هوی متال داشته و الهام بخش بسیاری از نوازندگان پس از خود بوده‌است.